# Gore-Effekt
Der Gore-Effekt (englisch Gore effect) ist ein Begriff, der im Zusammenhang mit der Position des ehemaligen amerikanischen Präsidentschaftskandidaten und Vizepräsidenten Al Gore in der medialen Klimadebatte von Klimawandelleugnern kreiert worden ist. Er wurde verwendet, um sich über den vermeintlichen Widerspruch zwischen  Veranstaltungen oder Demonstrationen zum Thema „Globale Erwärmung“, an denen  Al Gore häufig teilnahm, und gleichzeitig auftretenden Wetterphänomene wie Schneewetter oder Kälteeinbrüche lustig zu machen. Im deutschsprachigen und englischsprachigen Raum wurde der diffamierende Ausdruck Gore-Effect  von den 2000er Jahren bis in die 2010er Jahre insbesondere in Blogs von Klimawandelleugnern und mit ihnen sympathisierenden Journalisten benutzt.
In dem 2011 erschienenen Buch Ich denke, also spinn ich: Warum wir uns oft anders verhalten, als wir wollen von Daniel Rettig und Jochen Mai erläutern die Autoren, dass es sich beim Gore-Effekt um selektive Wahrnehmung handelt.

## Anlässe
Über folgende Veranstaltungen, an denen Al Gore teilnahm und die mit Kälteereignissen zusammenfielen, wurde berichtet, um unter dem Schlagwort „Gore-Effekt“ die globale Erwärmung lächerlich zu machen:
- Senatsanhörungen Gores zur Gesetzgebung zur globalen Erwärmung im März 2006 wurden aufgrund eines Schneesturms abgesagt und im Januar 2009 von einem Eisregen begleitet.[1][3]
- Am 22. Oktober 2008 fiel ein Vortrag von Al Gore an der Harvard University mit einem seit etwa 125 Jahren einmaligen Temperaturminimum zusammen.[1]

Einige Journalisten und Klimawandelleugner belegten das zeitlich und regionale Zusammenfallen winterlicher Wetterereignisse mit klimapolitischen Veranstaltungen auch dann mit dem Schlagwort, wenn die Veranstaltungen nicht mit Al Gore verbunden war:
- Im Oktober 2008 wurde eine Marathondebatte des britischen House of Commons zur Klimagesetzgebung vom ersten Schneefall in London in diesem Monat seit 1922 begleitet.[1]
- Eine im März 2009 angesetzte Großdemonstration in Washington gegen die globale Erwärmung fiel mit Schneefall und dadurch bedingten Verkehrsproblemen zusammen. Die als Rednerin vorgesehene Politikerin Nancy Pelosi musste ihre Teilnahme absagen.[3]